# Équipe de Hongrie féminine de handball
Maillots
Dernière mise à jour : 8 mars 2022.

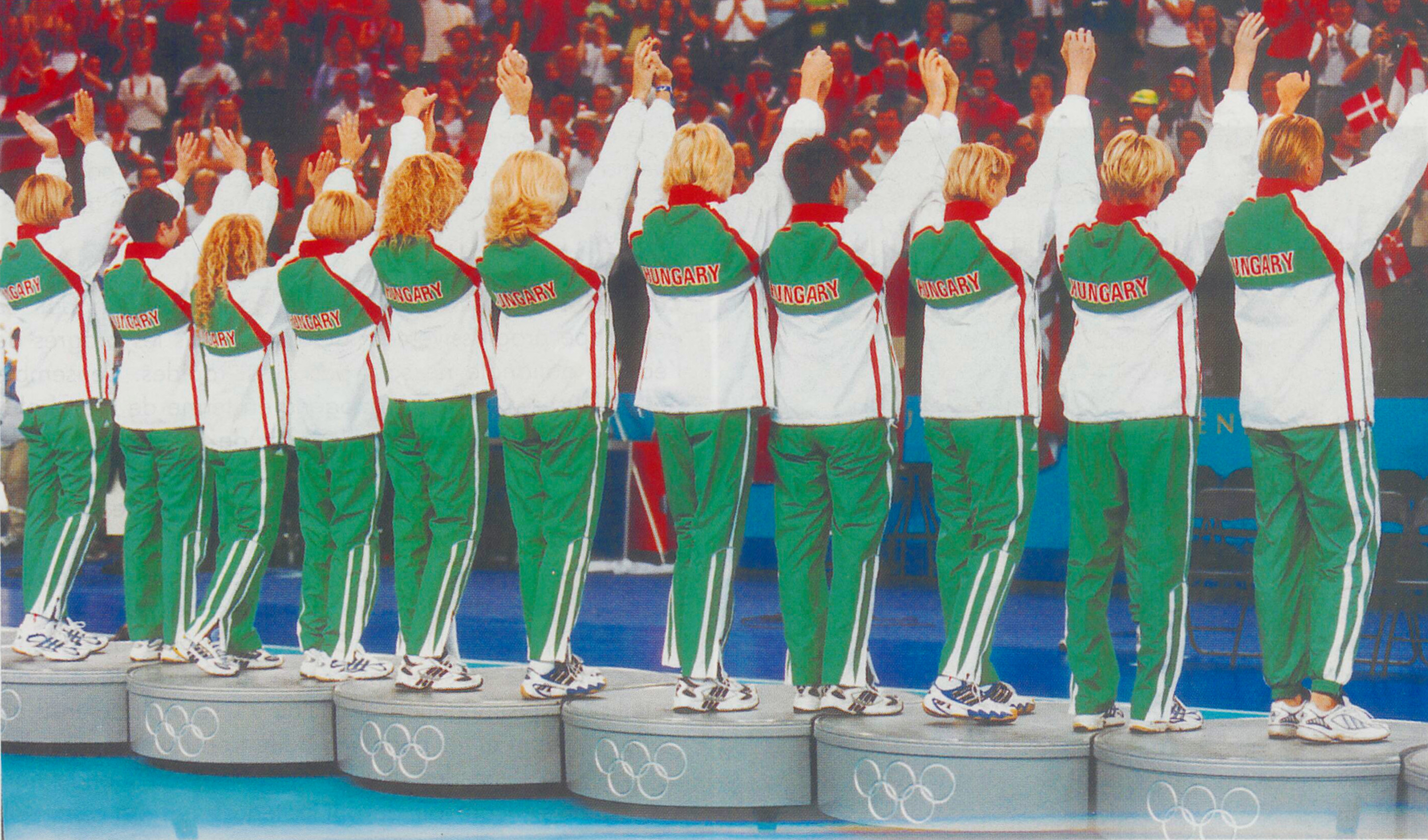
Les Hongroises sont vice-championnes olympiques.

L'équipe de Hongrie féminine de handball représente la Fédération hongroise de handball lors des compétitions internationales, notamment aux Jeux olympiques, aux Championnats du monde et aux Championnats d'Europe.

## Palmarès
Jeux olympiques
- médaille d'argent aux Jeux olympiques 2000 de Sydney,  Australie
- médaille de bronze aux Jeux olympiques 1976 de Montréal,  Canada
- médaille de bronze aux Jeux olympiques 1996 d'Atlanta,  États-Unis

Championnats du monde à onze
- médaille d'or au championnat du monde en plein air 1949,  Hongrie
- médaille de bronze au championnat du monde en plein air 1956,  Allemagne

Championnats du monde
- médaille d'or au championnat du monde 1965,  Allemagne de l'Ouest
- médaille d'argent au championnat du monde 1957,  Yougoslavie
- médaille d'argent au championnat du monde 1982,  Hongrie
- médaille d'argent au championnat du monde 1995,  Danemark &  Norvège
- médaille d'argent au championnat du monde 2003,  Croatie
- médaille de bronze au championnat du monde 1971,  Pays-Bas
- médaille de bronze au championnat du monde 1975,  Union soviétique
- médaille de bronze au championnat du monde 1978,  Tchécoslovaquie
- médaille de bronze au championnat du monde 2005,  Russie

Championnats d'Europe
- médaille d'or au championnat d'Europe 2000,  Roumanie
- médaille de bronze au championnat d'Europe 1998,  Pays-Bas
- médaille de bronze au championnat d'Europe 2004,  Hongrie
- médaille de bronze au championnat d'Europe 2012,  Serbie

## Effectif actuel
L'effectif de l'équipe Jeux olympiques de 2024 est :

## Personnalités

### Entraîneurs
| Entraîneur | Période                     |
| ---------- | --------------------------- |
| 1956–1978  | Bódog Török                 |
| 1979–1980  | Mihály Lele                 |
| 1980–1985  | János Csík                  |
| 1986–1987  | Zsolt Barabás               |
| 1988–1989  | István Szabó                |
| 1990–1996  | László Laurencz             |
| 1997       | János Csík                  |
| 1998       | András Németh / Gyula Zsiga |
| 1998–2004  | Lajos Mocsai                |
| 2004       | Szilárd Kiss                |
| 2005–2008  | András Németh               |

| Entraîneur  | Période                    |
| ----------- | -------------------------- |
| 2008        | János Hajdu                |
| 2008–2009   | Vilmos Imre                |
| 2009–2011   | Eszter Mátéfi              |
| 2011–2013   | Karl Erik Bøhn (en)        |
| 2014        | János Hajdu                |
| 2014–2016   | András Németh              |
| 2016        | Ambros Martín / Gábor Elek |
| 2016-2020   | Kim Rasmussen (en)         |
| 2020        | Gábor Danyi / Gábor Elek   |
| 2021        | Gábor Elek                 |
| depuis 2021 | Vladimir Golovin (en)      |

### Joueuses historiques
| Meilleure handballeuse de l'année - Erzsébet Kocsis(1) : 1995 - Bojana Radulovics (1) : 2000 et 2003 - Anita Kulcsár (1) : 2004 - Anita Görbicz (1) : 2005 Meilleure joueuse d'un tournoi - Beáta Siti (1) : Euro 2000 Membre de l'équipe-type d'un tournoi (All-Star Team) - Katalin Szilágyi (1) : Mondial 1995 - Erzsébet Kocsis (1) : JO 1996 - Dóra Lőwy (1) : Mondial 1999 - Bojana Radulovics (2) : JO 2000, Mondial 2003 - Beatrix Balogh (1) : Mondial 2001 - Anita Görbicz (4) : Mondial 2003, Mondial 2005, Mondial 2007, Mondial 2013 - Ibolya Mehlmann (1) : Euro 2006 - Orsolya Vérten (1) : JO 2008 | Meilleures marqueuses d'un tournoi - Ágnes Farkas (1) : Euro 2002 (58 buts) - Bojana Radulovics (3) : Mondial 2003 (97 buts), JO 2004 (54 buts), Euro 2004 (72 buts) Autres joueuses importantes - Andrea Farkas - Bernadett Ferling - Beáta Hoffmann - Mónika Kovacsicz - Marianna Nagy, joueuse la plus sélectionnée, 5 fois élue meilleure handballeuse hongroise de l'année - Katalin Pálinger - Amália Sterbinszky, élue handballeuse hongroise du XXe siècle. - Zita Szucsánszki - Zsuzsanna Tomori |

## Statistiques individuelles
Les statistiques de l'équipe nationale en compétition officielle sont :
| # | Joueuse               | Matchs | Buts  |
| - | --------------------- | ------ | ----- |
| 1 | Marianna Nagy         | 281    | ?     |
| 2 | Éva Erdős             | 270    | 0711  |
| 3 | Katalin Pálinger      | 254    | 01    |
| 4 | Beatrix Kökény (en)   | 245    | 0542  |
| 5 | Éva Angyal (en)       | 242    | ?     |
| 5 | Anna György           | 242    | ?     |
| 7 | Amália Sterbinszky    | 239    | ?     |
| 8 | Anita Görbicz         | 233    | 1 111 |
| 9 | Erzsébet Csajbók (en) | 230    | ?     |
| 9 | Mária Vadász (en)     | 230    | ?     |

| #  | Joueuse               | Buts  | Matchs | Moy. |
| -- | --------------------- | ----- | ------ | ---- |
| 1  | Anita Görbicz         | 1 111 | 233    | 4,76 |
| 2  | Ágnes Farkas          | 0944  | 206    | 4,58 |
| 3  | Éva Erdős             | 0711  | 270    | 2,63 |
| 4  | Katalin Szilágyi (en) | 0627  | 179    | 3,50 |
| 5  | Beatrix Kökény (en)   | 0542  | 245    | 2,12 |
| 6  | Helga Németh (en)     | 0490  | 142    | 3,45 |
| 7  | Tímea Tóth            | 0488  | 155    | 3,14 |
| 8  | Zsuzsanna Tomori      | 0467  | 191    | 2,44 |
| 9  | Bojana Radulovics     | 0463  | 069    | 6,71 |
| 10 | Zita Szucsánszki      | 0420  | 147    | 2,86 |
| ?  | Marianna Nagy         | ?     | 281    | ?    |